# Boscia mazzocchii
Boscia mazzocchii là một loài thực vật có hoa trong họ Capparaceae. Loài này được (Chiov.) Fici & Kers mô tả khoa học đầu tiên.